# پدرو لارگو
پدرو لارگو (انگلیسی: Pedro Largo؛ زادهٔ ۱۱ ژوئن ۱۹۷۲) بازیکن فوتبال اهل اسپانیا است.
از باشگاه‌هایی که در آن بازی کرده‌است می‌توان به باشگاه فوتبال لگانس، باشگاه فوتبال ختافه، باشگاه فوتبال خرز، و باشگاه فوتبال رئال مورسیا اشاره کرد.